# An ninh chính trị
An ninh chính trị là một bộ phận của an ninh quốc gia, có nội dung chính là đảm bảo sự ổn định chính trị, trật tự xã hội; nghĩa là đảm bảo hiệu quả và hiệu lực của quyền lực chính trị trong quốc gia đó; trong đó, vấn đề cốt lõi nhất là bảo vệ chủ quyền quốc gia.

## Chủ quyền quốc gia
Chủ quyền quốc gia bao gồm: chủ quyền lãnh thổ (chủ quyền đất liền, không phận, hải phận), thể chế chính trị (chế độ chính trị và các thiết chế chính trị cụ thể), tư tưởng chính trị (hệ chính trị tư tưởng nền tảng, các giá trị và chuẩn mực văn hóa chính trị).

## Nội dung
- An ninh về tư tưởng. Đảm bảo an ninh về tư tưởng bao gồm việc bảo vệ hệ tư tưởng nền tàng, bản sắc văn hóa và đại đoàn kết dân tộc.
- An ninh về thể chế chính trị bao gồm ba vấn đề chính là bảo vệ chế độ chính trị, các thiết chế nhà nước và các tổ chức chính trị - xã hội (bảo vệ Đảng, Nhà nước và các tổ chức chính trị - xã hội).[3]

## Tác động tới an ninh chính trị
Những biến đổi chính trên thế giới tác động tới an ninh chính trị:
- Toàn cầu hóa và phân tán quyền lực.
- Nghèo đói, bất bình đẳng và khủng hoảng kinh tế.
- Các Nhà nước thất bài và di dân toàn cầu.
- Tư tưởng dân túy, dân chủ cực đoan và cầm quyền áp đặt.
- Sự phát triển của khoa học, công nghệ.
- Biến đổi khí hậu và tài nguyên. Bao gồm biểu hiện chính: sự nóng lên toàn cầu, mực nước biển trung bình toàn cầu tăng, mưa bão khắc nghiệt, nắng nóng và hạn hán, El Nino và La Nina (Chế độ hoàn lưu). Điều này có nguy cơ về cạnh tranh tài nguyên: nước, lương thực...

Tác động của những biến đổi nói trên đến an ninh chính trị:
- Tạo ra các thách thức an ninh mới. Những biểu hiện chính về sự trỗi dậy của các tác nhân phi nhà nước; nội chiến nhiều hơn ngoại xâm; cạnh tranh tài nguyên khốc liệt; chiến tranh mạng; căng thẳng sắc tộc và tôn giáo... sẽ thách thức an ninh phi truyền thống. Xuất hiện những chuyển dịch mới so với an ninh truyền thống: chuyển từ đe dọa quân sự sang đe dọa phi quân sự; từ các đe dọa của các quốc gia bên ngoài vào các đe dọa từ bên trong nội bộ; từ không gian vật lý sang không gian ảo.
- Tạo ra yêu cầu mới về tư duy, tổ chức và cách thức hoạt động của các cơ quan an ninh.

## Bài liên quan
- An ninh quốc gia
- An ninh mạng
- An ninh lương thực
- An ninh quốc phòng
- An ninh quân sự
- An ninh kinh tế
- An ninh môi trường
- An ninh năng lượng
- An ninh xã hội
- An ninh truyền thống
- An ninh phi truyền thống.
- Tình huống chính trị